# Pantydraco
Pantydraco („drak z Pant-y-ffynnon“) byl rod vývojově primitivního sauropodomorfního dinosaura.

## Historie a popis
Pantydraco je novější rodový název pro druh Thecodontosaurus caducus, jenž byl popsán Adamem Yatesem v roce 2003. Jednalo se o bazálního sauropodomorfa ze svrchního triasu nebo spodní jury Velké Británie. Byl zřejmě všežravým tvorem, většinou se pohybujícím pouze po dvou končetinách. Délka tohoto dinosaura činila asi 2,5 metru a jeho hmotnost přibližně 40 kilogramů.
Podle novějších výzkumů se zdá být pravděpodobné, že Pantydraco nakonec možná představuje fosilní materiál juvenilních jedinců (mláďat) rodu Thecodontosaurus.
Ve stejných ekosystémech se vyskytovali rovněž hojní krokodýlovití plazi a teropodní dinosaurus druhu Pendraig milnerae.